# Fisiopatologia da doença de Parkinson
A fisiopatologia da doença de Parkinson (DP) é marcada por alterações na atividade biológica do cérebro resultando na  morte de neurônios dopaminérgicos. Existem vários mecanismos que foram propostos para a morte neuronal na DP; no entanto, nem todos eles são bem compreendidos. Os cinco principais mecanismos propostos para a morte neuronal na doença de Parkinson incluem agregação de proteínas em corpos de Lewy, interrupção da autofagia, alterações no metabolismo celular ou na função mitocondrial, neuroinflamação e ruptura da barreira hematoencefálica (BHE) resultando em vazamento vascular.

## Agregação de proteínas

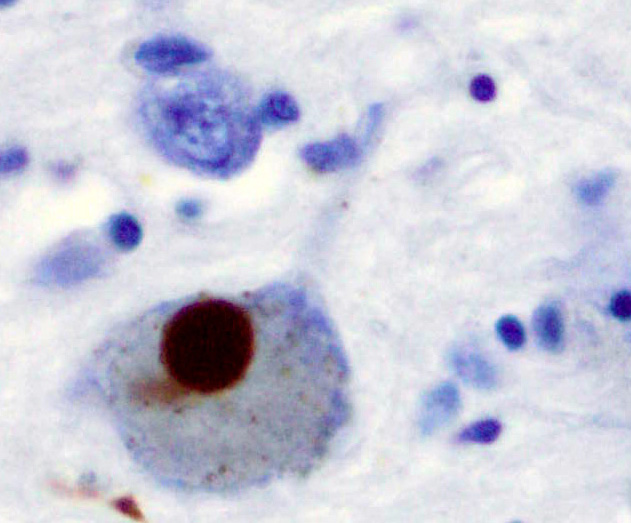
Um tecido cerebral com corpos de Lewy

A primeira causa associada à morte neuronal na doença de Parkinson é o agrupamento, ou oligomerização, de proteínas . A proteína alfa-sinucleína passa a ser abuntante nos cérebros de pacientes com DP. A α-sinucleína é insolúvel, ela se agrega para formar corpos de Lewy (mostrados à esquerda) nos neurônios. Acreditava-se que os corpos de Lewy eram a principal causa de morte celular na doença de Parkinson; no entanto, estudos mais recentes indicam que os corpos de Lewy causam outros efeitos que resultam na morte celular. Independentemente disso, os corpos de Lewy são amplamente reconhecidos como um marcador patológico da doença de Parkinson. 
Os corpos de Lewy aparecem primeiro no bulbo olfatório, na medula oblonga e no tegmento pontino ; os pacientes neste estágio são assintomáticos. À medida que a DP progride, corpos de Lewy se desenvolvem na substância negra, áreas do mesencéfalo e prosencéfalo basal e no neocórtex .
Este mecanismo é comprovado pelos fatos de que a α-sinucleína não apresenta toxicidade quando não consegue formar agregados; que as proteínas de choque térmico, que auxiliam na redobragem de proteínas suscetíveis à agregação, afetam beneficamente a DP quando superexpressas; e que os reagentes que neutralizam espécies agregadas protegem os neurônios em modelos celulares de superexpressão da α-sinucleína.
A alfa-sinucleína tem sido considerada, por pesquisadores, um elo fundamental entre a redução do reparo do DNA e o desenvolvimento da DP. A alfa-sinucleína ativa a ATM ( ataxia-telangiectasia mutada), uma importante cinase de sinalização de reparo de danos ao DNA . A alfa-sinucleína se liga às quebras no DNA fita dupla e facilita o processo de reparo do DNA de união de extremidades não homólogas . Foi sugerido que a agregação citoplasmática de alfa-sinucleína para formar corpos de Lewy há uma redução nos seus níveis nucleares, levando à diminuição do reparo do DNA, aumento de quebras de fita dupla do DNA e aumento da morte celular programada dos neurônios. 

## Interrupção da autofagia

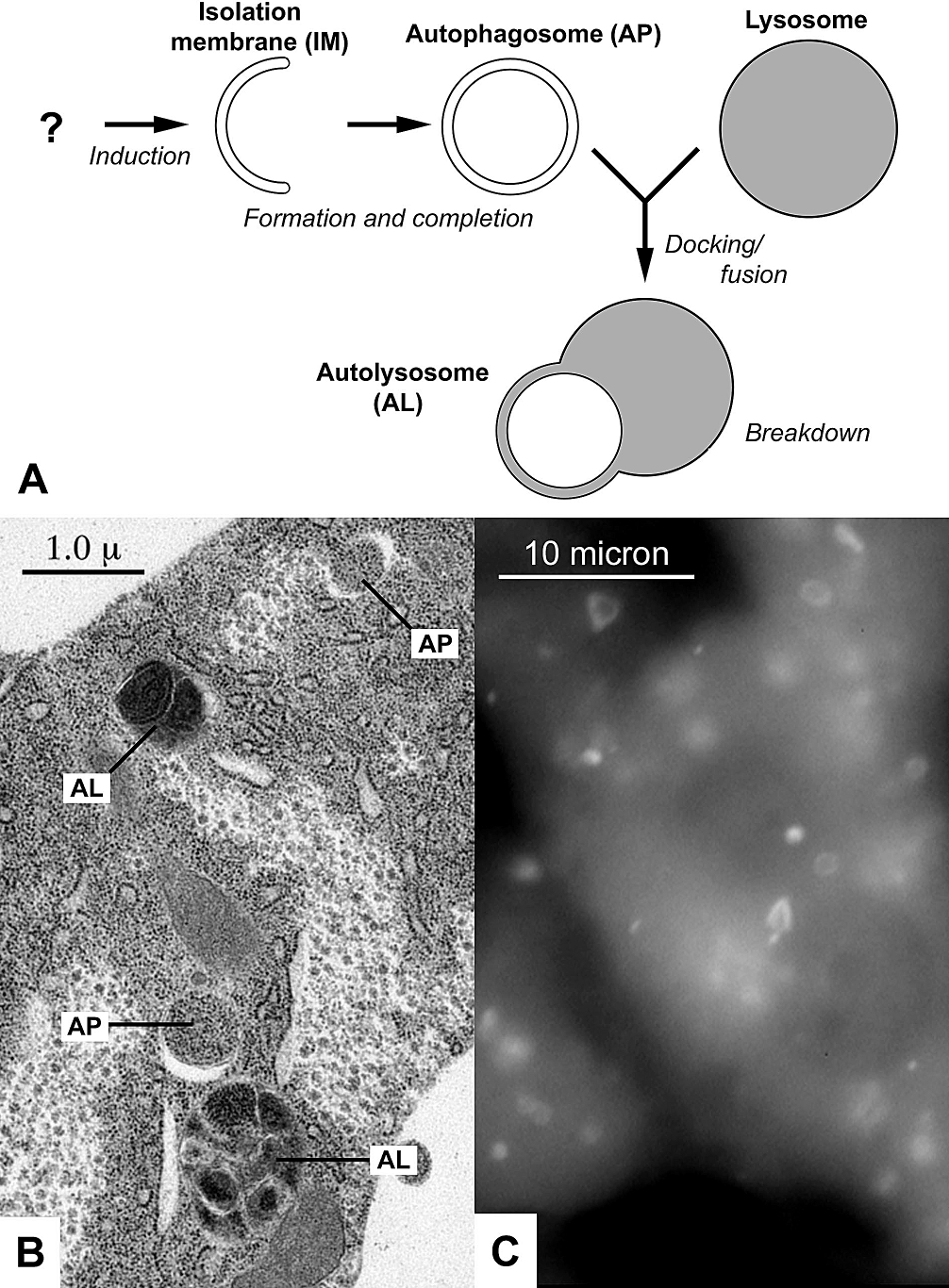
Uma imagem ilustrando a autofagia

O segundo  mecanismo proposto para a morte neuronal na DP, a autofagia, é um mecanismo pelo qual os componentes internos da célula são decompostos e reciclados para uso. Pesquisadores demonstraram que a autofagia desempenha um papel na saúde do cérebro, colaborando com a regulação da função celular. A interrupção do mecanismo de autofagia pode ser a causa do desenvolvimento de várias doenças, incluindo a doença de Parkinson.
A disfunção da autofagia na doença de Parkinson também demonstrou levar à degradação desregulada das mitocôndrias .

## Alterações no metabolismo celular

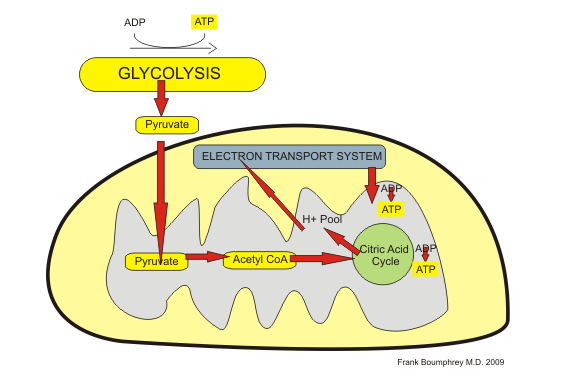
Uma ilustração simplificada da produção de energia em uma mitocôndria

A terceira causa de morte celular na DP está relacionada com a organela mitocôndria responsável por gerar energia. Na doença de Parkinson, a função mitocondrial é interrompida, inibindo a produção de energia e resultando em morte.
O mecanismo por trás da disfunção mitocondrial na DP pode estar centrado no complexo PINK1 e Parkin, com estudos demostrando que ele estimula a autofagia das mitocôndrias (também conhecida como mitofagia ). PINK1 é uma proteína normalmente transportada para a mitocôndria, mas também pode se acumular na superfície de mitocôndrias danificadas. O PINK1 acumulado então recruta Parkin; Parkin dá início a quebra de mitocôndrias disfuncionais, um mecanismo que atua como um "controle de qualidade". Na DP, acredita-se que os genes que codificam PINK1 e Parkin sofrem mutações que prejudicam a capacidade dessas proteínas de quebrar mitocôndrias disfuncionais, causando à função e morfologia mitocondrial anormais e, posteriormente, provocando à morte celular. Estudos também indicam que, com a idade há um acumulo de mutações no DNA mitocondrial (mtDNA).
Outro mecanismo relacionado à mitocôndria para a morte celular na doença de Parkinson é a geração de espécies reativas de oxigênio (ERO). ROS são moléculas altamente reativas que contêm oxigênio e podem interromper funções dentro das mitocôndrias e do resto da célula. Com o aumento da idade, as mitocôndrias perdem a capacidade de remover ROS e ainda manter sua produção de ROS, causando um aumento na produção líquida de ROS e, eventualmente, a morte celular.
Uma revisão realizada por Puspita et al. apresentou estudos que demonstraram que nas mitocôndrias e no retículo endoplasmático, os níveis de alfa-sinucleína e dopamina provavelmente estão envolvidos na contribuição para o estresse oxidativo, bem como para os sintomas da doença de Parkinson. O estresse oxidativo parece desenpenhar um papel importante na mediação de eventos patológicos separados que em conjunto resultam em morte celular na doença de Parkinson. O estresse oxidativo que causa à morte celular pode ser o denominador comum subjacente a diversos processos. O estresse oxidativo causa danos consideráveis ao DNA . Esses danos aumentam nas mitocôndrias da substância negra dos pacientes com DP e podem levar à morte das células neuronais nigrais.

## Neuroinflamação

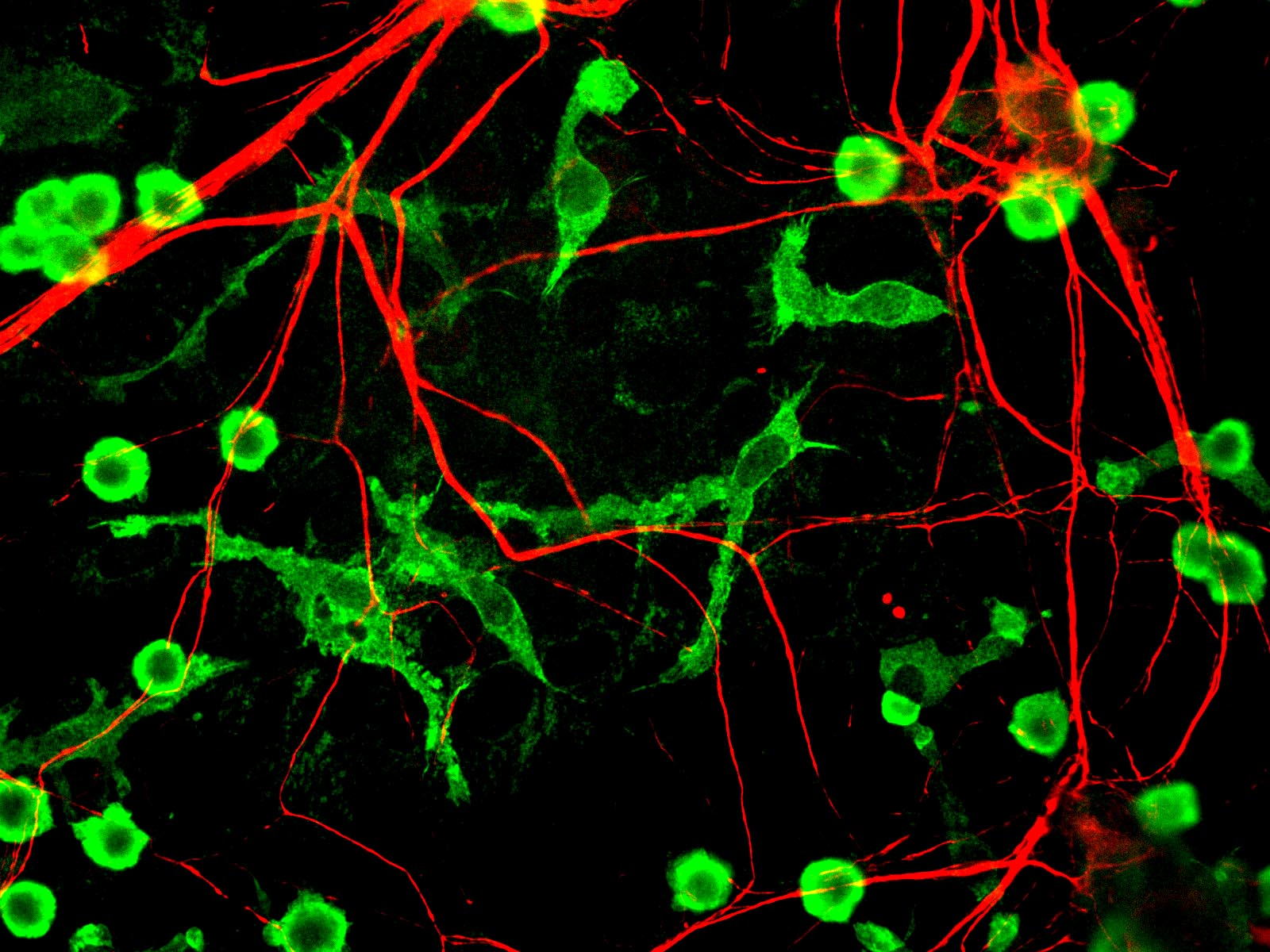
Microglia (verde) interagindo com neurônios (vermelho)

O quarto mecanismo proposto para explicar a morte neuronal na DP, é a neuroinflamação, que geralmente é bem compreendido para doenças neurodegenerativas, no entanto, mecanismos específicos não são completamente caracterizados para a doença de Parkinson. Um dos principais tipos de células envolvidas na neuroinflamação é a microglia . A microglia é reconhecida como uma célula imune inata do sistema nervoso central . A microglia monitora ativamente seu ambiente e altera significativamente sua morfologia celular em resposta a lesões neurais. A inflamação aguda no cérebro é tipicamente caracterizada pela rápida ativação da microglia. Durante esse período, não há resposta imune periférica. Com evolução da doença de Parkinson, a inflamação crônica resulta na degradação do tecido e da barreira hematoencefálica. Durante esse período, a microglia produz espécies reativas de oxigênio e libera sinais para recrutar células imunes periféricas para uma resposta inflamatória. 
Também, sabe-se que a microglia tem dois estados principais: M1, um estado no qual as células são ativadas e secretam fatores pró-inflamatórios ; e M2, um estado no qual as células são desativadas e secretam fatores anti-inflamatórios . A microglia geralmente está em estado de repouso (M2), mas na doença de Parkinson pode entrar em M1 devido à presença de agregados de α-sinucleína. A microglia M1 libera fatores pró-inflamatórios que podem causar a morte de neurônios motores. Neste caso, as células mortas podem liberar fatores para aumentar a ativação da microglia M1, levando a um ciclo de feedback positivo que causa um aumento contínuo da morte celular.

## Análise do BBB

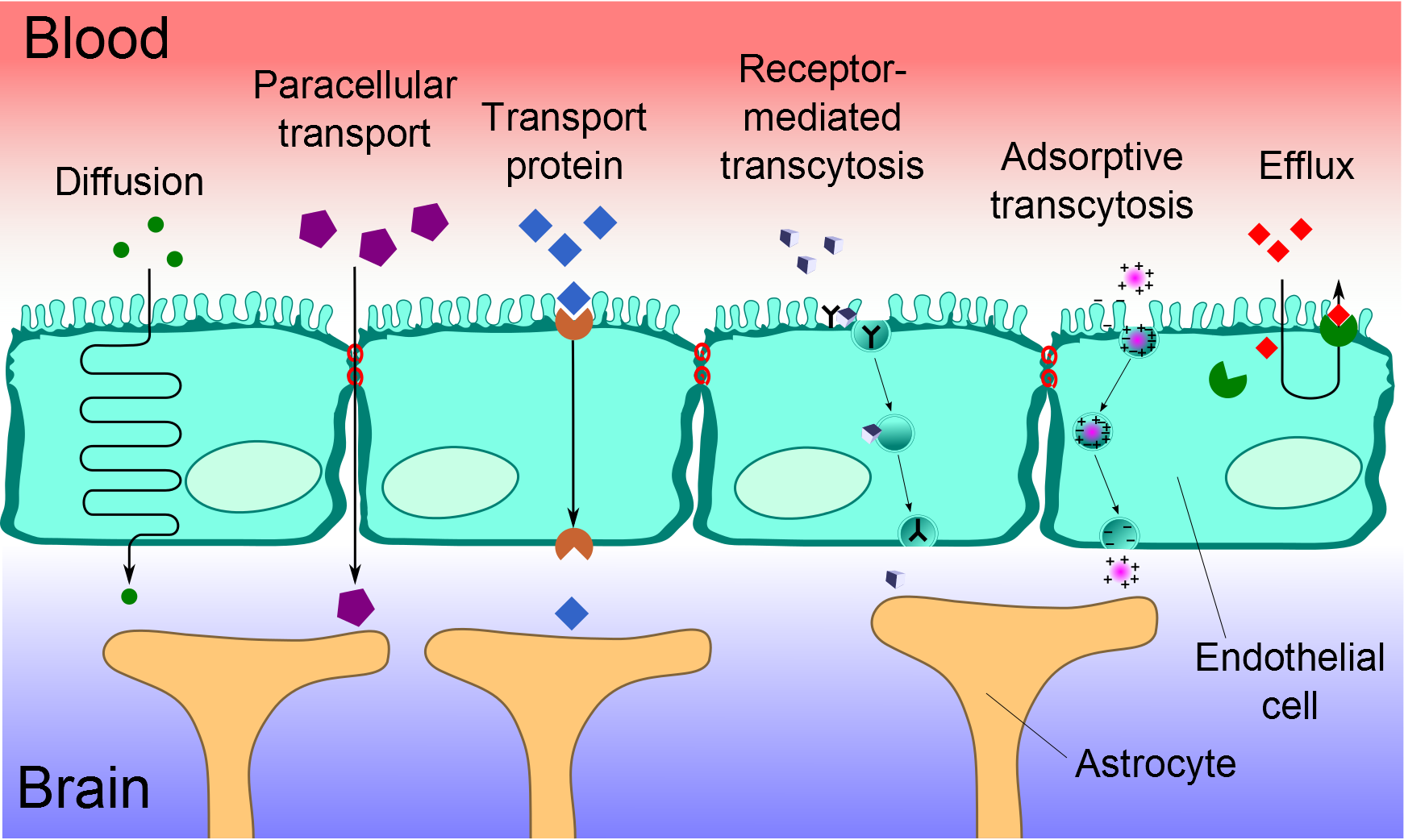
Uma imagem representando o formato e a função da barreira hematoencefálica

O quinto mecanismo sugerido para explicar a morte celular é a quebra da barreira hematoencefálica (BHE). A BHE possui três tipos de células que regulam pontualmente o fluxo de moléculas para dentro e para fora do cérebro: células endoteliais, pericitos e astrócitos . Em doenças neurodegenerativas, como a doença de Parkinson, a degradação da BHE foi medida e identificada em regiões específicas do cérebro, incluindo a substância negra na doença de Parkinson e o hipocampo na doença de Alzheimer. Agregados de proteínas ou citocinas da neuroinflamação podem interferir nos receptores celulares e alterar sua função na BHE. É notável o fato de que pesqisadores sugerem que o fator de crescimento endotelial vascular (VEGF) e os receptores de VEGF estejam desregulados em doenças neurodegenerativas. No entanto, a interação entre a proteína VEGF e seus receptores resulta na proliferação celular, mas há pesquisadores que sugerem que esse mecanismo seja interrompido na doença de Parkinson e na doença de Alzheimer. Isso faz interrompe o crescimento celular impedindo a formação de novos capilares via angiogênese . A interrupção do receptor celular também pode afetar a capacidade das células de aderirem umas às outras com junções aderentes .
Sem a formação de novos capilares, os capilares existentes se rompem e as células começam a se dissociar umas das outras. Isto, por sua vez, leva à ruptura das junções comunicantes. As junções comunicantes nas células endoteliais da BHE ajudam a impedir que moléculas grandes ou prejudiciais entrem no cérebro, regulando o fluxo de nutrientes para o cérebro. Entretanto, à medida que as junções comunicantes se rompem, as proteínas plasmáticas conseguem entrar na matriz extracelular do cérebro. Esse mecanismo também é conhecido como permeabilidade vascular, em que a degeneração capilar leva ao "vazamento" de sangue e proteínas sanguíneas para o cérebro. O vazamento vascular pode eventualmente fazer com que os neurônios alterem sua função e mudem para comportamento apoptótico ou morte celular. 

## Impacto na locomoção

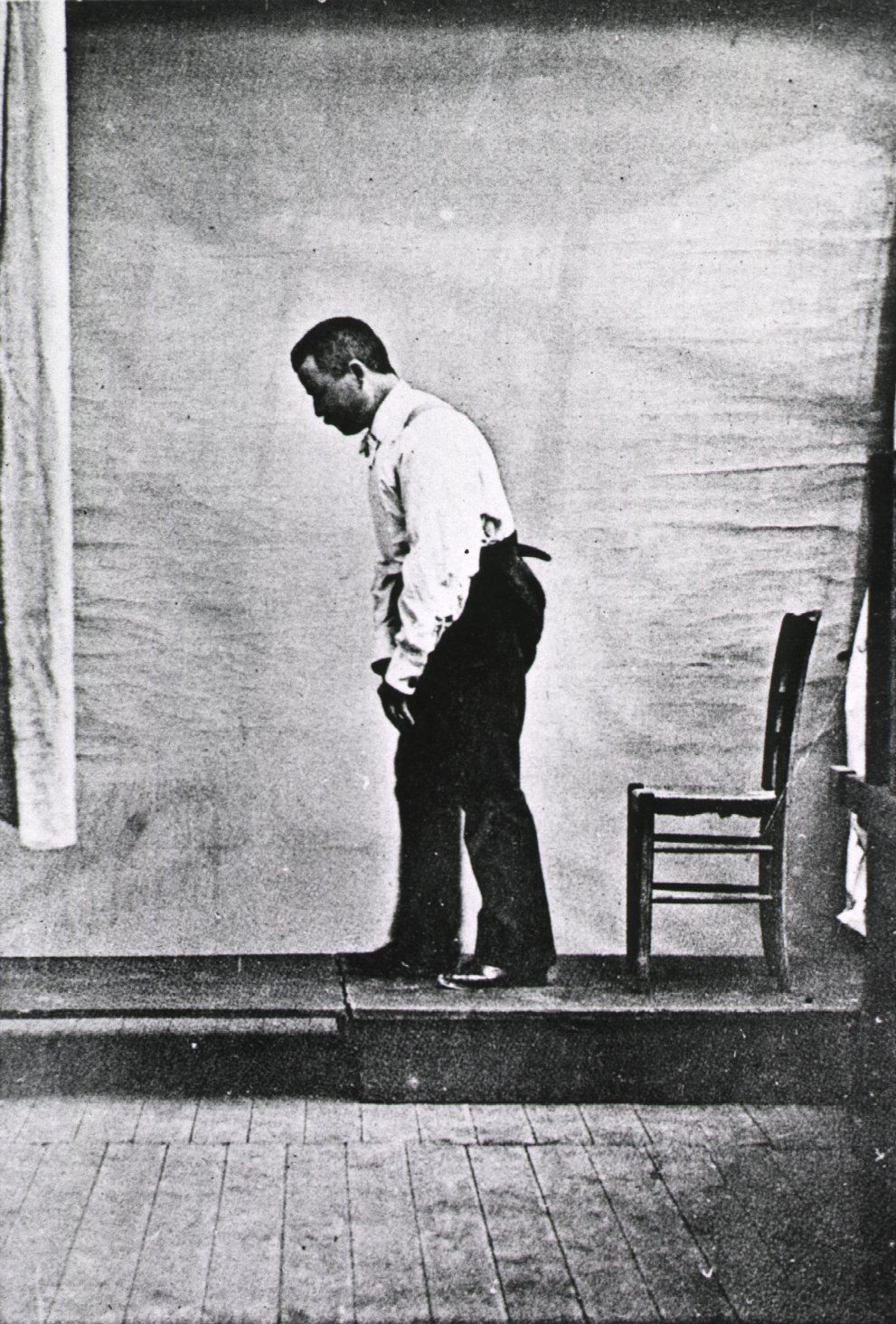
Uma imagem representando a marcha parkinsoniana

Os neurônios dopaminérgicos são o tipo mais abundante de neurônio na substância negra, uma parte do cérebro que regula o controle motor e o aprendizado. A dopamina é um neurotransmissor que modula a atividade dos neurônios motores no sistema nervoso central . Os neurônios motores ativados então transmitem seus sinais, via potencial de ação, aos neurônios motores na medula espinhal. No entanto, quando uma percentagem significativa dos neurónios motores morre (cerca de 50-60%), isso diminui os níveis de dopamina em até 80%. Isso inibe a capacidade dos neurônios de gerar e transmitir um sinal. Essa inibição da transmissão acaba causando a marcha parkinsoniana característica, com sintomas como caminhada curvada e lenta ou tremores. 